# Tristan Göbel

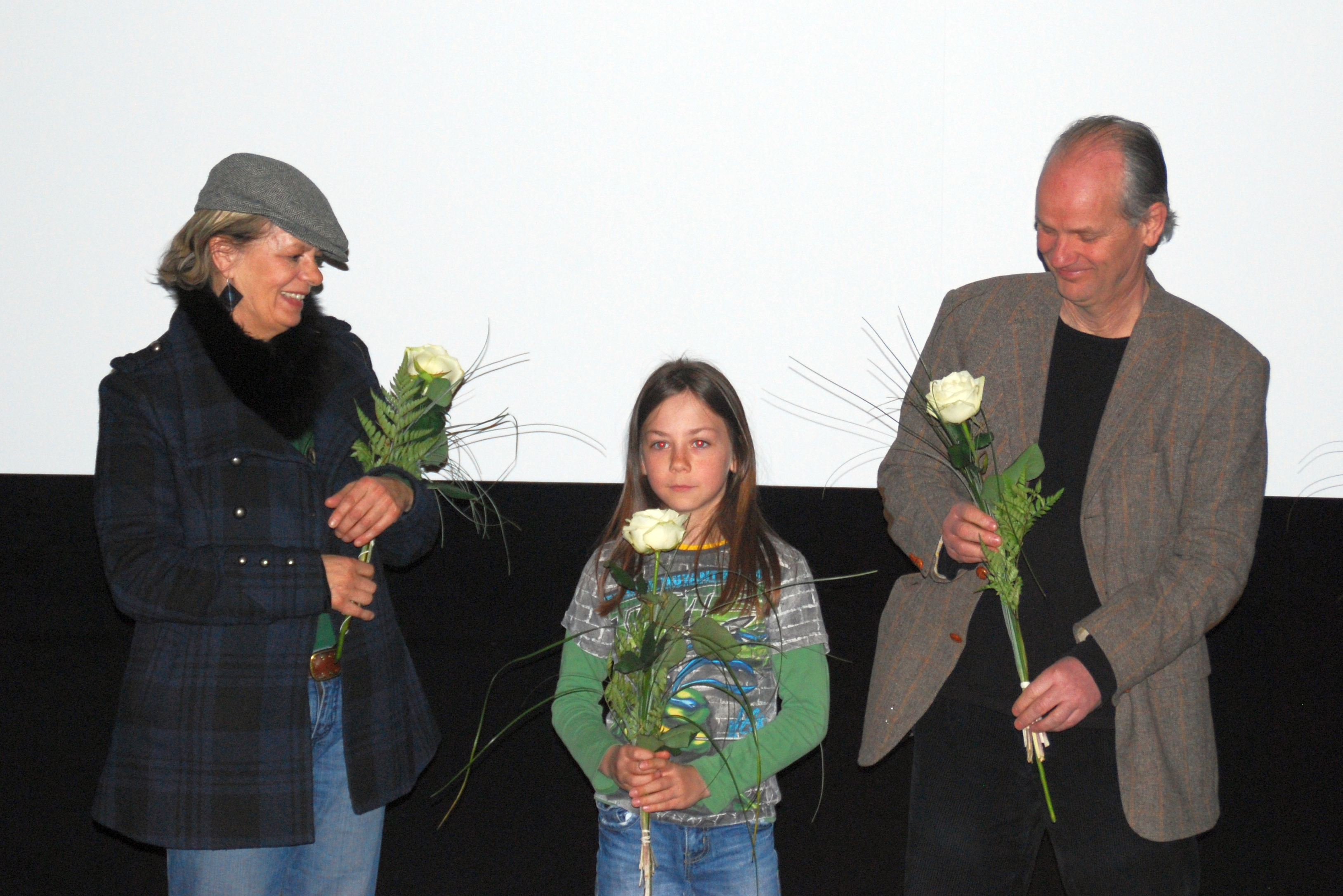
Tristan Göbel zwischen zweien seiner Co-Darsteller, Christine Heinze und Justus Carrière, bei der Premiere von Vergessen in der Hochschule für Film- und Fernsehen „Konrad Wolf“ in Babelsberg (2011).

Tristan Göbel (* August 2002) ist ein deutscher Schauspieler und ehemaliger Kinderdarsteller.

## Leben
Tristan Göbel war – wie seine älteren Geschwister Ansgar und Maxine sowie die jüngere Schwester Gwendolyn – ein Kinderdarsteller. Die Geschwister leben mit ihren Eltern auf einem Bauernhof am Rande Berlins in Brandenburg. Er legte 2020 das Abitur ab.
Nach einer ersten kleinen Rolle im Jahr 2006 in Reine Formsache, in dem seine Schwester Maxine eine größere Rolle innehatte, war er zusammen mit seinen drei Geschwistern 2010 in Philipp Stölzls Goethe! als eines der jüngeren Geschwister der von Goethe umworbenen Charlotte Buff zu sehen. Eine erste größere Rolle verkörperte er im selben Jahr in Zarah Ziadis Kurzfilm Vergessen, in dem er das junge Alter Ego eines erwachsenen Missbrauchsopfers spielte.
2013 folgte in Christian Schwochows Westen eine erste größere Kinorolle. Hier spielt er den Sohn einer Aussiedlerin aus der DDR, der wie seine Mutter Probleme damit hat, im Westen Fuß zu fassen. Gemeinsam mit Jördis Triebel und Alexander Scheer wurde er dafür 2014 in der Rubrik Filmkunstpreis mit der Ehrung Besondere Auszeichnungen der Jury für ein Schauspielerensemble beim Festival des deutschen Films ausgezeichnet. In André Erkaus Kinderfilm Winnetous Sohn verkörperte Göbel 2015 mit Morten den besten Freund des Protagonisten. In der 2016 veröffentlichten Verfilmung des Bestsellerromans Tschick von Wolfgang Herrndorf durch Fatih Akin spielt er den Maik Klingenberg, eine der beiden Hauptrollen und gleichzeitig den Ich-Erzähler. 2017 spielte er einen mit Drogen handelnden Schüler an der Goethe-Gesamtschule im Film Fack ju Göhte 3 von Bora Dagtekin.

## Filmografie (Auswahl)
- 2006: Reine Formsache
- 2010: Goethe!
- 2011: Zimmer 205
- 2011: Spreewaldkrimi – Die Tränen der Fische (Fernsehreihe)
- 2012: Vergessen (Kurzfilm)
- 2013: Westen
- 2014: Rico, Oskar und die Tieferschatten
- 2015: Die getäuschte Frau (Zurich)
- 2015: Winnetous Sohn
- 2015: Simon sagt auf Wiedersehen zu seiner Vorhaut
- 2015: Rico, Oskar und der Diebstahlstein
- 2016: Tschick
- 2017: Helle Nächte
- 2017: SOKO Wismar (Fernsehserie, Folge Der letzte Zeuge)
- 2017: Fack ju Göhte 3
- 2017: Kein Herz für Inder
- 2018: Matti und Sami und die drei größten Fehler des Universums
- 2018: Stadtkomödie – Geschenkt (Fernsehreihe)
- 2019: Der Goldene Handschuh
- 2020: Hausen (Fernsehserie, 8 Folgen)
- 2022: SOKO Wismar (Fernsehserie, Folge Frau Sonntag sucht das Glück)
- 2022: Praxis mit Meerblick – Was wirklich zählt (Fernsehreihe)

## Auszeichnungen
- Festival des deutschen Films 2014: Medienkulturpreis für Westen (gemeinsam mit Jördis Triebel und Alexander Scheer)
- New Faces Award 2017: Spezialpreis für Tschick (gemeinsam mit Anand Batbileg)
- Preis der deutschen Filmkritik 2017: Nominierung in der Kategorie Bester Darsteller für Tschick (gemeinsam mit Anand Batbileg)